# Charles-André Merda
Charles-André Merda (Parigi, 11 gennaio 1773 – Borodino, 8 settembre 1812) è stato un militare francese.

## Biografia
Da semplice gendarme della Guardia nazionale francese, la notte tra il 27 e il 28 luglio 1794 (il 9-10 termidoro secondo il calendario rivoluzionario) prese parte all'operazione finalizzata all'arresto di Maximilien e Augustin de Robespierre, insieme a vari esponenti giacobini messi sotto accusa dalla Convenzione, che vennero presi in trappola all'Hôtel de Ville di Parigi.
Nel corso della zuffa scoppiata tra i gendarmi e i giacobini, Merda esplose un colpo di pistola da distanza ravvicinata contro il capo del Comitato di salute pubblica, fracassandogli la mascella. La ferita si rivelò di notevole gravità, tanto che il giorno successivo, il 10 termidoro, Robespierre venne trascinato alla ghigliottina ormai moribondo e con una vistosa fasciatura al volto. 
Sebbene alcuni storici abbiano ipotizzato che in realtà l'Incorruttibile, ormai preso in trappola, avesse tentato il suicidio, gli studi eseguiti sul calco del volto di Robespierre tendono invece a confermare la dinamica accreditata a Merda: le perizie balistiche stimano che il colpo di pistola sia stato sparato da una distanza di circa due metri.
La partecipazione all'impresa permise a Merda di compiere una brillante carriera militare: durante il Primo Impero, Napoleone lo promosse colonnello e Barone dell'Impero, accordandogli il cambio di cognome in "Méda". Ferito gravemente durante la battaglia della Moscova, spirò il giorno seguente, dopo essere stato promosso a generale sul letto di morte.
| Controllo di autorità | VIAF (EN) 316736682 · ISNI (EN) 0000 0004 5093 6405 · BNF (FR) cb132774841 (data) |